# Bulgariens håndboldlandshold (herrer)
Bulgariens håndboldlandshold for mænd er det mandlige landshold i håndbold for Bulgarien. Det repræsenterer landet i internationale håndboldturneringer. De reguleres af Bulgariens håndboldforbund.
Holdet deltog ved VM 1974, og 1978, hvor de kom på henholdsvis en 11. og en 14. plads.

## Resultater

### VM
- 1974: 11.-plads
- 1978: 14.-plads

Holdes forsøgte, at kvalificere sig til VM 2007, hvor de endte på som nr. 4. i gruppe 2. 

### EM
Kvalifikation til EM 2012
► 2. plads – / Gruppe A
- Estland 	- 	Bulgarien 	31:18 	(16:9)
- Bulgarien 	- 	Cypern 	29:29 	(14:14)
- Bulgarien 	- 	Storbritannien 	32:33 	(16:14)